# مت بیوانز
مت بیوانز (انگلیسی: Matt Bevans؛ زادهٔ ۱۹ سپتامبر ۱۹۹۳) بازیکن فوتبال اهل بریتانیا است.
از باشگاه‌هایی که در آن بازی کرده‌است می‌توان به باشگاه فوتبال ویلدستون، باشگاه فوتبال آکسفورد سیتی، باشگاه فوتبال آکسفورد یونایتد، باشگاه فوتبال چشام یونایتد، باشگاه فوتبال واتفورد، و باشگاه فوتبال فارن‌بورو اشاره کرد.